# Джефферсон-Сіті (Монтана)
Джефферсон-Сіті (англ. Jefferson City) — переписна місцевість (CDP) в США, в окрузі Джефферсон штату Монтана. Населення — 597 осіб (2020).

## Географія
Джефферсон-Сіті розташований за координатами 46°22′41″ пн. ш. 112°1′50″ зх. д. / 46.37806° пн. ш. 112.03056° зх. д. (46.377946, -112.030485).  За даними Бюро перепису населення США в 2010 році переписна місцевість мала площу 60,14 км², уся площа — суходіл.

## Демографія
Згідно з переписом 2010 року, у переписній місцевості мешкали 472 особи в 192 домогосподарствах у складі 142 родин. Густота населення становила 8 осіб/км².  Було 220 помешкань (4/км²).
Расовий склад населення:
| - 96,6 % — білих - 1,3 % — корінних американців - 0,2 % — чорних або афроамериканців |

До двох чи більше рас належало 1,9 %. Частка іспаномовних становила 1,5 % від усіх жителів.
За віковим діапазоном населення розподілялося таким чином: 22,7 % — особи молодші 18 років, 61,0 % — особи у віці 18—64 років, 16,3 % — особи у віці 65 років та старші. Медіана віку мешканця становила 46,3 року. На 100 осіб жіночої статі у переписній місцевості припадало 107,0 чоловіків;  на 100 жінок у віці від 18 років та старших — 102,8 чоловіків також старших 18 років.
Середній дохід на одне домашнє господарство  становив 89 899 доларів США (медіана — 83 984), а середній дохід на одну сім'ю — 99 660 доларів (медіана — 86 458). Медіана доходів становила 58 750 доларів для чоловіків та 31 875 доларів для жінок. За межею бідності перебувало 6,7 % осіб, у тому числі 6,5 % дітей у віці до 18 років та 0,0 % осіб у віці 65 років та старших.
Цивільне працевлаштоване населення становило 311 осіб. Основні галузі зайнятості: науковці, спеціалісти, менеджери — 28,6 %, освіта, охорона здоров'я та соціальна допомога — 18,3 %, будівництво — 12,5 %, транспорт — 9,0 %.